# Bez (tanečník)
Bez, vlastním jménem Mark Berry, (* 18. dubna 1964) je anglický tanečník a hráč na rumba koule.
Působí v hudební skupině Happy Mondays a je znám díky svému bizarnímu způsobu tance během koncertů této kapely. Poté, co se kapela roku 1993 rozpadla, působil Bez spolu s jejím zpěvákem Shaunem Ryderem v uskupení Black Grape. I ta později zanikla, ale byla znovu obnovena, stejně jako Happy Mondays. Roku 1998 vydal autobiografickou knihu s názvem Freaky Dancin'. V roce 2005 se účastnil zábavního televizního pořadu Celebrity Big Brother, v němž zvítězil. Do soutěže šel za účelem splacení svých nevyrovnaných daňových účtů (v té době byl v bankrotu). Bez v roce 2006 sestavil kompilační album nazvané Bez's Madchester Anthems: Sorted Tunes from Back in the Day, které obsahuje nahrávky různých alternativních rockových kapel osmdesátých a devadesátých let.
V srpnu 2010 byl obviněn z napadení své bývalé přítelkyně. Za to byl následně potrestán veřejnými pracemi, avšak odmítl spolupracovat, načež byl na čtyři týdny uvězněn. Jeho otcem byl policejní detektivní inspektor. Ve filmu 24 Hour Party People z roku 2002 Beze hrál Chris Coghill. Přestože Bezův kreativní přínos kapele Happy Mondays je minimální a na koncertech působí výhradně jako tanečník a perkusionista, je uváděn na každém jejím albu. V roce 2021 debutoval jako zpěvák s písní „Flying Bus“, kterou nahrál ve spolupráci s DJ Doorlym. Roku 2022 se účastnil televizní soutěže Dancing on Ice, v níž tančil na bruslích na píseň „Step On“ od Happy Mondays, přičemž na hlavě měl helmu v melounových barvách (odkaz na text písně). Jeho partnerkou byla profesionální bruslařka Angela Egan. V publiku byl i Shaun Ryder. Druhého kola se kvůli pozitivnímu testu na covid-19 neúčastnil.